# 川口蕨陸橋

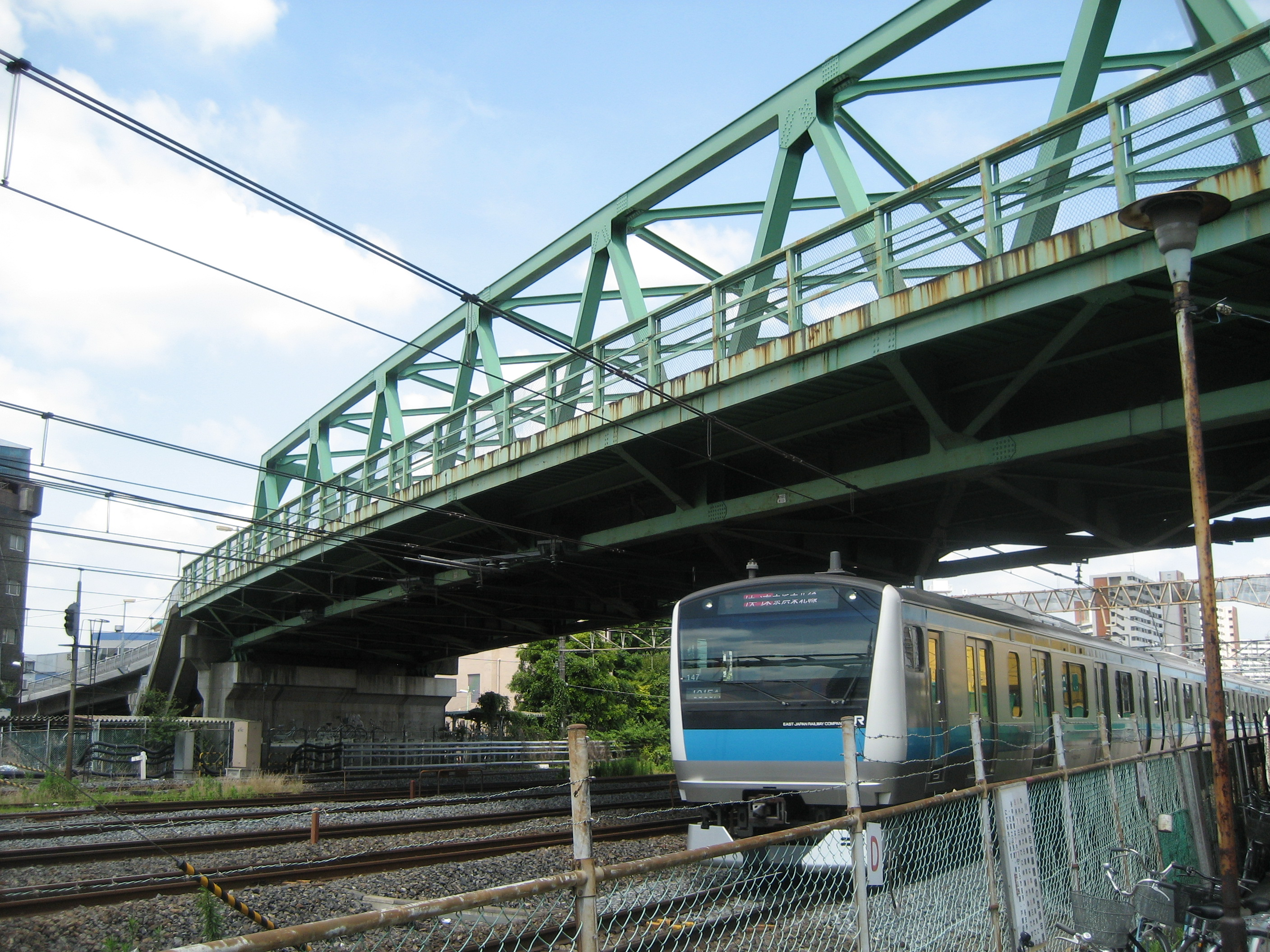
東北本線の東側、橋の南側から撮影した川口蕨陸橋

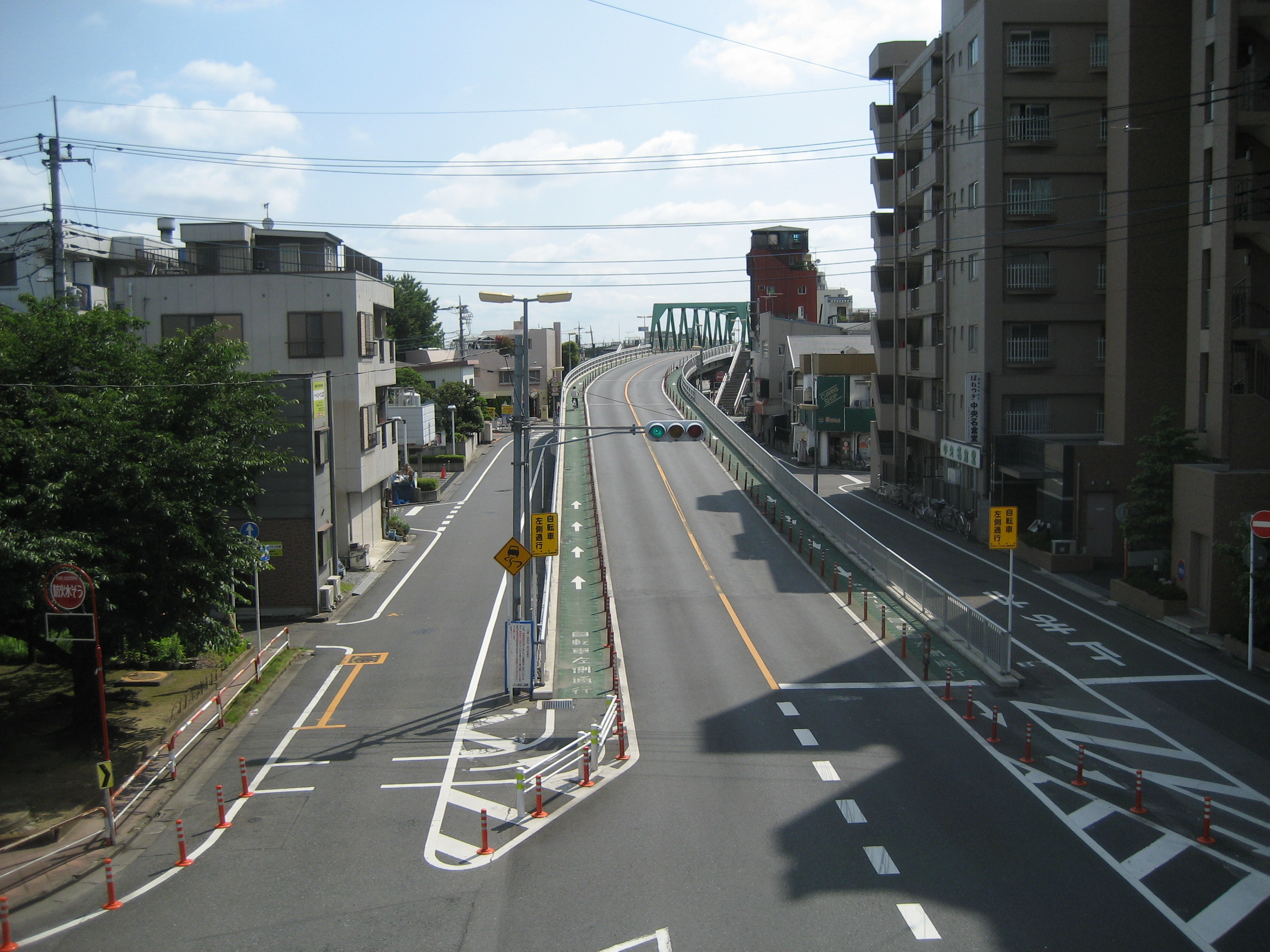
蕨陸橋西交差点（陸橋方向を撮影）

川口蕨陸橋（かわぐちわらびりっきょう）は、埼玉県蕨市中央、同市北町、川口市芝新町、および同市芝樋ノ爪にまたがり、東日本旅客鉄道(JR東日本）東北本線、蕨市道、および川口市道に架かる埼玉県道111号蕨桜町線の跨線橋および跨道橋（陸橋）である。このうち、東北本線に架かっているのは川口市芝新町および同市芝樋ノ爪である。「蕨陸橋」とも呼ばれる。

## 概要
竣工
1967年8月
製造
日本車輌製造
発注
埼玉県
種類
下路平行弦ワーレン
蕨駅北方で東北本線の電車線（旅客案内上は京浜東北線）、列車線（旅客案内上は宇都宮線（東北線）、高崎線、上野東京ライン）および貨物線（東北貨物線、旅客案内上は湘南新宿ライン）に架かり、電車線では蕨駅・南浦和駅間（また、当陸橋と南浦和駅の間にさいたま車両センター（旧浦和電車区）がある）、列車線および貨物線では赤羽駅・浦和駅間にある。また、橋の西詰は蕨陸橋西交差点で埼玉県道117号蕨停車場線と接続し、橋の東詰は蕨陸橋東交差点で川口市道と接続している。橋長189.5メートル、幅員14メートルの主径間は下路式単純平行弦ワーレントラス橋、側径間は3径間の単純プレートガーダー橋（鋼鈑桁橋）および3径間の単純プレテンションPC桁橋（蕨市側）である。蕨陸橋を西から渡ると、東北本線に架かる直前に川口市に入る。片側一車線の車道のほか、両側に自転車レーンを兼ねた路側帯があり、境界線上に視線誘導施設として赤いラバーポールが設置されている。歩道は線路を跨ぐトラス橋のみに車道を挟んだ両側に設けられ、その両詰に橋の下に降りる階段が設置されている。橋の下の一部が駐輪場になっている。

## 歴史
- 1967年8月 - 開通[3]。
- 2009年9月16日～2010年3月31日 - 防護柵修繕工事実施[4]。
- 2012年1月1日 - 橋を渡る埼玉県道111号蕨桜町線が現在の名称に（それまでは蕨鳩ヶ谷線であった）[5]。

## 隣の橋
（起点） 川口陸橋 - 西川口陸橋（この間2つ歩道橋あり） - 川口蕨陸橋 - （この間1つ歩道橋あり）芝陸橋 - 国道298号・外環 - 南浦和陸橋（終点）